# Gråsjälgrundet (Piteå)
Gråsjälgrundet is een Zweeds eiland behorend tot de Pite-archipel. Het eiland ligt in de baai Bärtnäsfjärden voor de kust van Bertnäs. Het heeft geen oeververbinding en is onbebouwd/onbewoond.